# Шкода Йети
„Шкода Йети“ (Škoda Yeti) е петместен мини-SUV модел на чешкия автопроизводител „Шкода Ауто“. Базиран на натрупания опит с модификациите на Октавия с двойно предаване, Йети е първият автомобил на Шкода в SUV класа. Въпреки статуса си на дебютант, автомобилът печели множество награди от авторитетни организации и специализирани издания, като популярният автомобилен журналист Джеръми Кларксън дори го обявява за „най-добрата кола в света“.

## История
Първият концептуален модел на Йети е представен в началото на 2005 последователно на автоизложенията в Женева и Франкфурт. Прототипът прави особено впечатление с футуристичния си интериорен дизайн. По-късно е представен и вариант 2-врати със сгъваем покрив, като последният е дело на фирмата Karmann.
Първоначалните планове са серийният модел да бъде базиран на Фабия. Въпреки по-високото окачване и цялостния външен вид на SUV, това би означавало, че Йети няма да се предлага с двойно задвижване на колелата, защото платформата на Фабия не е пригодена за подобен тип задвижване.
Преминаването към разработката на сериен автомобил междувременно се забавя, докато Шкода и майчината ѝ компания Фолксваген преценяват очакваната рентабилност на проекта. През 2006 Шкода Ауто все пак обявява, че ще пристъпи към подготовката на сериен автомобил, който ще бъде ориентиран предимно към по-млади потребители, но няма да се появи на пазара по-рано от 2007 година. Същевременно става ясно, че освен с увеличен пътен просвет, моделът все пак ще бъде предлаган с електронно управлявана система за двойно задвижване на колелата и ще има лесно модифициращ се салон.
През есента на 2007 Шкода Ауто обявява плановете си да инвестира два милиарда евро през следващите пет години в увеличаване на производствения си капацитет в Чехия. Голяма част от планираните 1800 нови работни места са конкретно необходими за заводите в Kvasiny и Vrchlabí, където ще се произвежда серийно Йети.
През 2008 става известно, че Шкода Ауто се отказва от първоначалните си планове да предлага модела изключително за пазарите в Източна Европа и Русия, където по-лошата пътна инфраструктура създава специфична нужда от автомобили с по-високо окачване и като цяло по-добре пригодени за лоши пътища. Вместо това, Йети се планира бъде бъде оборудван с достатъчно съвременни и ефективни технологии, включително и в изпълнение само с предно предаване, за да бъде конкурентен на успешните Нисан Кашкай и Фиат Седичи в цяла Европа. По отношение на двигателите също е планирано използването на най-модерните разработки от гамата на групата Фолксваген. Началото на серийното производство е планирано за юни 2009.

## Описание

### Общи данни
Въпреки че Йети е първият SUV в гамата на Шкода Ауто, при разработването му е използван натрупаният опит с предишните модели, както в Шкода, така и въобще в концерна Фолксваген. В частност, платформата на Йети заимства предната и централна част на купето от модела Октавия II, задната част – от Фолксваген Голф 5-о поколение в изпълнение 4 Motion, а определени елементи от дизайна – преди всичко модулните задни седалки Varioflex – са заимствани от Румстър.
Концепцията на Йети се стреми да съчетае предимствата на SUV с двойно задвижване и многоцелеви автомобил (MPV) в размерите (и съответно разходите) на семеен тип хечбек. Атестация за постигнатия в тази насока успех е спечелването на наградата Най-добър семеен автомобил на 2009 на авторитетното британско списание Top Gear.

### Безопасност
В тестовете на авторитетната организация Euro NCAP Йети получава пълната оценка от 5 звезди за безопасност. Особено впечатление прави показателят Защита на възрастен пътник, където Йети постига 92% резултат, демонстрирайки отлични показатели при симулираните фронтален и страничен удар с друго превозно средство. Сравнително по-слабо е представянето при значително по-взискателния тест на страничен удар в стълб. Йети демонстрира също много добър резултат в защитата от камшични увреждания на прешлените на шията на пътниците при удар отзад, благодарение на специално конструираните подглавници на седалките.
Безопасността на деца в колата е също висока, със 76% оценка. По-нисък резултат Йети получава по отношение защитата на пешеходци при сблъсък. В областта на системите, подпомагащи безопасността, Йети е оценен със 71% заради стандартната (за 4х4 моделите) ESP, както и предупредителната сигнализация при забравен обезопасителен колан от водача или пътника до него. ESP в Йети също е съчетано със системи като адаптивен контрол върху автомобила (AFM), електронно заключване на диференциала (EDS), напътствие при завиване (DSR), електронно регулиране на въртящия момент (MSR), система против буксуване (ASR), електронно разпределение на спирачното усилие (EBV), хидравличен асистент за спирачната система (HBA), анти-блокираща система на спирачките (ABS).

### Двигатели
Шкода Йети се предлага с най-новите към момента на излизането на модела двигатели от гамата на Фолксваген: бензиновите TSI модели и дизеловите TDI със система common rail. Всички те представляват редови, 4-цилиндрови, 4-тактови двигатели с вътрешно горене с турбокомпресор и отговарят на стандарта за вредни емисии EU5.
| Обознач. | VW код    | Кубатура и газоразпр. | Управл. на сместа и впръскв. | Мощност по DIN при обороти             | Максимален въртящ момент при обороти | Ускорение 0 – 100 km/h (ръчна ск.к.) | Максимална скорост (ръчна ск.к.) | Разход (гр./изв./ср.) L/100 km | CO2 емисии g/100 km | Период на производство | Задвижване   |
| --- | --------- | --------------------- | ---------------------------- | -------------------------------------- | ------------------------------------ | ------------------------------------ | -------------------------------- | ------------------------------ | ------------------- | ---------------------- | ------------ |
| Бензинови двигатели (всички с многоточково, директно впръскване на горивото и турбокомпресор)                                    |           |                       |                              |                                        |                                      |                                      |                                  |                                |                     |                        |              |
| 1.2 TSI 77 kW | CBZB      | 1197 cm3, 16v DOHC    | Siemens Simos 10             | 77 kW (105 PS, 103 bhp) @ 5000         | 175 Nm @ 1500 – 3500                 | 11.8 s                               | 175 km/h                         | 7,6 / 5,9 / 6,4                | 159                 | 09/2009 —              | предно (4х2) |
| 1.4 TSI 90 kW | CAXA      | 1390 cm3, 16v DOHC    | Bosch Motronic MED 17.5.20   | 90 kW (122 PS, 121 bhp) @ 5000         | 200 Nm @ 1500 – 4000                 | 10.5 s                               | 185 km/h                         | 8,9 / 5,9 / 6,8                | 159                 | 06/2010 —              | предно (4х2) |
| 1.8 TSI 118 kW | CDAA      | 1798 cm3, 16v DOHC    | Bosch Motronic MED 17.5      | 118 kW (160 PS, 158 bhp) @ 4500 – 6200 | 250 Nm @ 1500 – 4500                 | 8.4 s                                | 200 km/h                         | 10,1 / 6,9 / 8,0               | 189                 | 05/2009 —              | двойно (4х4) |
| 1.8 TSI 118 kW | CDAB      | 1798 cm3, 16v DOHC    | Bosch Motronic MED 17.5      | 118 kW (160 PS, 158 bhp) @ 4500 – 6200 | 250 Nm @ 1500 – 4500                 | 8.4 s                                | 200 km/h                         | 10,1 / 6,9 / 8,0               | 189                 | 11/2009 —              | двойно (4х4) |
| Дизелови двигатели (всички Common Rail с филтър за твърди частици и електронно управляван турбокомпресор с променлива геометрия) |           |                       |                              |                                        |                                      |                                      |                                  |                                |                     |                        |              |
| 1.6 TDI 77 kW | CAYC      | 1598 cm3, 16v DOHC    | Bosch EDC 17 C 14            | 77 kW (105 PS, 103 bhp) @ 4400         | 250 Nm @ 1500 – 2500                 | 12.1 s                               | 175 km/h                         | 5,2 / 4,2 / 4,6                | 157                 | 11/2010 —              | предно (4х2) |
| 2.0 TDI 81 kW | CFHA CFHF | 1968 cm3, 16v DOHC    | Bosch EDC 17 C 46            | 81 kW (110 PS, 109 bhp) @ 4200         | 250 Nm @ 1500 – 2500                 | 11.6 s                               | 177 km/h                         | 6,6 / 4,7 / 5,4                | 139                 | 11/2009 —              | предно (4х2) |
| 2.0 TDI 81 kW | CFHA CFHF | 1968 cm3, 16v DOHC    | Bosch EDC 17 C 46            | 81 kW (110 PS, 109 bhp) @ 4200         | 250 Nm @ 1500 – 2500                 | 12.2 s                               | 174 km/h                         | 7,5 / 5,3 / 6,1                | 159                 | 11/2009 —              | двойно (4х4) |
| 2.0 TDI 103 kW | CBDB      | 1968 cm3, 16v DOHC    | Bosch EDC 17 CP 14           | 103 kW (140 PS, 138 bhp) @ 4200        | 320 Nm @ 1750 – 2500                 | 9.9 s                                | 190 km/h                         | 7,6 / 5,2 / 6,1                | 159                 | 05/2009 — 11/2009      | двойно (4х4) |
| 2.0 TDI 103 kW | CFHC      | 1968 cm3, 16v DOHC    | Bosch EDC 17 C 46            | 103 kW (140 PS, 138 bhp) @ 4200        | 320 Nm @ 1750 – 2500                 | 9.9 s                                | 190 km/h                         | 7,1 / 5,3 / 6,0                | 157                 | 11/2009 —              | двойно (4х4) |
| 2.0 TDI 125 kW | CEGA      | 1968 cm3, 16v DOHC    | Bosch EDC 17 CP 14_2.4       | 125 kW (170 PS, 168 bhp) @ 4200        | 350 Nm @ 1750 – 2500                 | 8.4 s                                | 201 km/h                         | 7,4 / 5,3 / 6,1                | 159                 | 10/2009 —              | двойно (4х4) |
| 2.0 TDI 125 kW | CFJA      | 1968 cm3, 16v DOHC    | Bosch EDC 17 C 46            | 125 kW (170 PS, 168 bhp) @ 4200        | 350 Nm @ 1750 – 2500                 | 8.4 s                                | 201 km/h                         | 6,9 / 5,3 / 5,9                | 155                 | 05/2010 —              | двойно (4х4) |

Източници: 1) ŠKODA Yeti Service Manual, Maintenance, ed. 12/2010, pp. 28 – 30, 2) ŠKODA Yeti Owners Manual, ed. 05/2009, 11/2009, 06/2010, 11/2010, 05/2011, 11/2011.

### Конструкция
Повечето двигатели се предлагат с 6-степенна ръчна скоростна кутия, като изключение основно е 81 kW TDI с предно предаване, който се комбинира с 5-степенна кутия. Към момента единствената предлагана автоматична скоростна кутия е разработената от Фолксваген седем-степенна Direct-Shift Gearbox (DSG), която може да се поръча заедно с двигателите 1.2 TSI и 2.0 TDI 103kW.
Моделите с двойно задвижване използват последното, четвърто поколение на съединителя на Халдекс Тракшън за предаване на двигателното усилие към задните колела. Всички модели използват напълно независимо, многоточково задно окачване, както и обичайното независимо предно окачване тип „МакФерсън“.

### Оборудване
Шкода Йети се предлага в различни нива на оборудване. В България това са Актив (на други пазари също Track), Амбишън и Експириънс (по-късно Eлеганс). В Германия се предлага също ниво Easy. Във Великобритания нивата са четири: E, S, SE и Elegance. Стандартни за всички нива са задни дискови спирачки, ESP (за моделите 4х4), електро-механичен сервотроник, изолиращи топлината стъкла, въздушни възглавници за шофьора и пътника до него, делими задни седалки и др.

## Тестове и оценки
Още с излизането си, Йети предизвиква голям интерес като първи SUV на Шкода. Колата получава изключително добри отзиви във всички проведени тестове, като печели избора на редакторите срещу съперници като Нисан Кашкай, МИНИ Кънтримен, Фолксваген Голф и Форд C-MAX. Авторитетното немско списание Auto, Motor und Sport дава предимство на Йети дори пред сходния модел Тигуан на Фолксваген.
През 2011, в първия епизод от 16-ия сезон на предаването на BBC Топ Гиър популярният автомобилен журналист Джеръми Кларксън заявява, че Йети е вероятно „най-добрата кола в света“, и превежда автомобила през изключителни изпитания, с които да докаже гледната си точка. В частност, тестовете включват преминаване през горяща сграда, като шофиращият Кларксън в същото време яде сладолед, кацане на хеликоптер върху покрива на движещия се автомобил и татуиране на рамото на пътник, докато колата прекосява нива.

### Награди
- Най-добър семеен автомобил – Top Gear, 2009[23]
- Най-добра кола на годината – AutoExpress, 2010[24]
- Най-добър crossover под £15 000 – WhatCar?, 2010[25]
- Автомобил на годината в Европа (4-то място), 2010[26]
- Най-добър crossover и 4х4 на годината – Total 4x4, 2010[27]
- Най-добър crossover на годината – AutoExpress, 2011[28]
- Най-добра кола и Най-търсен crossover на годината – Honest John, 2011[29]
- Най-добър crossover и Специална награда 'Best Value' – Total 4x4, 2011[27]
- 4x4 на годината в среден клас – 4x4 Magazine, 2011[27]

## Конкурентни модели
- Фолксваген Тигуан
- Нисан Кашкай
- Фиат Седичи / Сузуки SX4
- Тойота RAV4
- Хонда CR-V
- Форд Куга
- BMW X1
- Ауди Q5
- Рено 3008
- Дачия Дъстър